# Mogoșești-Siret (gmina)
Mogoșești-Siret – gmina w Rumunii, w okręgu Jassy. Obejmuje miejscowości Mogoșești-Siret, Muncelu de Sus i Tudor Vladimirescu. W 2011 roku liczyła 3689 mieszkańców.